# Albiez-Montrond
Albiez-Montrond ist eine Gemeinde in den Savoyen in Frankreich. Sie entstand mit Wirkung vom 20. September 1972, indem die bisherigen Gemeinden Albiez-le-Vieux und Montrond fusioniert wurden. Sie gehört zur Region Auvergne-Rhône-Alpes, zum Département Savoie, zum Arrondissement Saint-Jean-de-Maurienne und zum Kanton Saint-Jean-de-Maurienne. Sie grenzt im Nordwesten an Fontcouverte-la-Toussuire und Saint-Jean-de-Maurienne, im Norden an Albiez-le-Jeune, im Osten an Montricher-Albanne, im Südosten an Valloire und im Südwesten an Saint-Jean-d’Arves.

## Bevölkerungsentwicklung
| Jahr                       | 1962 | 1968 | 1975 | 1982 | 1990 | 1999 | 2008 | 2014 | 2021 |
| -------------------------- | ---- | ---- | ---- | ---- | ---- | ---- | ---- | ---- | ---- |
| Einwohner                  | 452  | 376  | 349  | 319  | 301  | 382  | 373  | 386  | 366  |
| Quellen: Cassini und INSEE |      |      |      |      |      |      |      |      |      |